# Trzebiatów Mokre
Trzebiatów Mokre – kolejowy przystanek osobowy Gryfickiej Kolei Wąskotorowej w Trzebiatowie. W 1999 został zamknięty.
Przez przystanek przechodziła linia z Popiela do Gryfic Wąskotorowych oraz zaczynała linia do Mrzeżyna Gryfickiego.